# Продавачица љубичица
Продавачица љубичица (шп. La Violetera) је италијанско-шпански историјски филмски мјузикл из 1958. године, редитеља Луиса Сезара Амадориа, у главним улогама Сара Монтијел, Раф Валоне и Франк Вилар. Филм је добио име по песми „Продавачица љубичица" коју у филму изводи Монтијел.

## Улоге
| Глумац           | Улога          |
| ---------------- | -------------- |
| Сара Монтијел    | Соледад Морено |
| Раф Валоне       | Фернандо       |
| Франк Вилар      | Хенри Барнард  |
| Томас Бланко     | Алфонсо        |
| Пастор Серадор   | Карлос         |
| Лаура Валенсуела | Маестро        |
| Феликс Фернандез | Дуено          |